# Absurdum Temporary Art
Absurdum Temporary Art är ett performancekollektiv och en fri teatergrupp baserad i Malmö, startad 2019. Verksamheten drivs av performancekonstnären och regissören Lisa Mårtensson samt av artisten och kompositören Lotta Fahlén (”Loljud”).

## Produktioner
- 2019 – A Lecture on How I Learned to Time Travel, Galleri Frank, Malmö (även English Theatre of Hamburg & Kultur Sommer Hamburg, 2021)
- 2019 – The Comfort of Strangers, Inkonst, Malmö
- 2019 – The Road We Walk, Inkonst, Malmö[3]
- 2019 – I’m Out of Order Until Further Notice, Inkonst, Malmö
- 2021 – Retrieval, Inter Arts Center, Malmö (även KU:BE, Köpenhamn)
- 2022 – Thelma in the Underworld, Bastionen, Malmö
- 2022 – Performance Lecture ”Den svenska kvinnan”, Bastionen, Malmö, i samarbete med Malmö universitet
- 2023 – Inbyggd skohylla, Bastionen, Malmö, i samarbete med Samsa Musikteater
- 2023 – Vändpunkt, Skuggans plats, Köpenhamn
- 2023 – Performance Lecture "Spectacular Spectra from Space", Bastionen, Malmö, i samarbete med Malmö universitet
- 2024 – Absurd Composition No. 12.1, Inkonst, Malmö
- 2024 – POLAR - An Odyssey Among Ice and Truths, FRANK Gallery & Studios, Malmö
- 2025 – Composition Reimagined - A Translation Game, Inkonst, Malmö[4]